# Associação Esportiva Real
Associação Esportiva Real é um clube de futebol brasileiro da cidade de São Luiz do Anauá, no estado de Roraima.
Fundado em 11 de maio de 2006, manteve-se como amador até 2011, quando foi autorizada a sua profissionalização, com o objetivo de disputar a Primeira Divisão do Campeonato Roraimense, tornando-se o terceiro time fora de Boa Vista a se tornar profissional - o primeiro foi o Progresso de Mucajaí, o Rio Negro foi sediado na cidade de Caracaraí em 2006 mas no ano seguinte voltou a Boa Vista.
O Real também foi liberado para atuar como mandante no Estádio Canarinho, em Boa Vista, que possui uma capacidade estimada para acolher 4.556 torcedores.
Atualmente o Patrocinador Master do Clube vem construindo um centro de Treinamento para o clube poder treinar o time profissional e as categorias de base.

## Elenco atual
- Última atualização: 19 de março de 2023.

## Símbolos

### Escudo
O escudo do Real é formado por um brasão amarelo com uma faixa branca na parte superior com a palavra REAL escrita. Dentro do brasão há uma bandeira tricolor (verde, branco e vermelho), com a sigla AER na faixa diagonal. Abaixo do escudo, a data de fundação: 11 de maio de 2006.

## Títulos
| ESTADUAIS | ESTADUAIS             | ESTADUAIS | ESTADUAIS  |
|           | Competição            | Títulos   | Temporadas |
| --------- | --------------------- | --------- | ---------- |
|           | Campeonato Roraimense | 1         | 2011       |

## Desempenho em Competições

### Copa do Brasil
| Ano  | 2012 |
| ---- | ---- |
| Pos. | 45º  |